# Museum Warschau-Wola

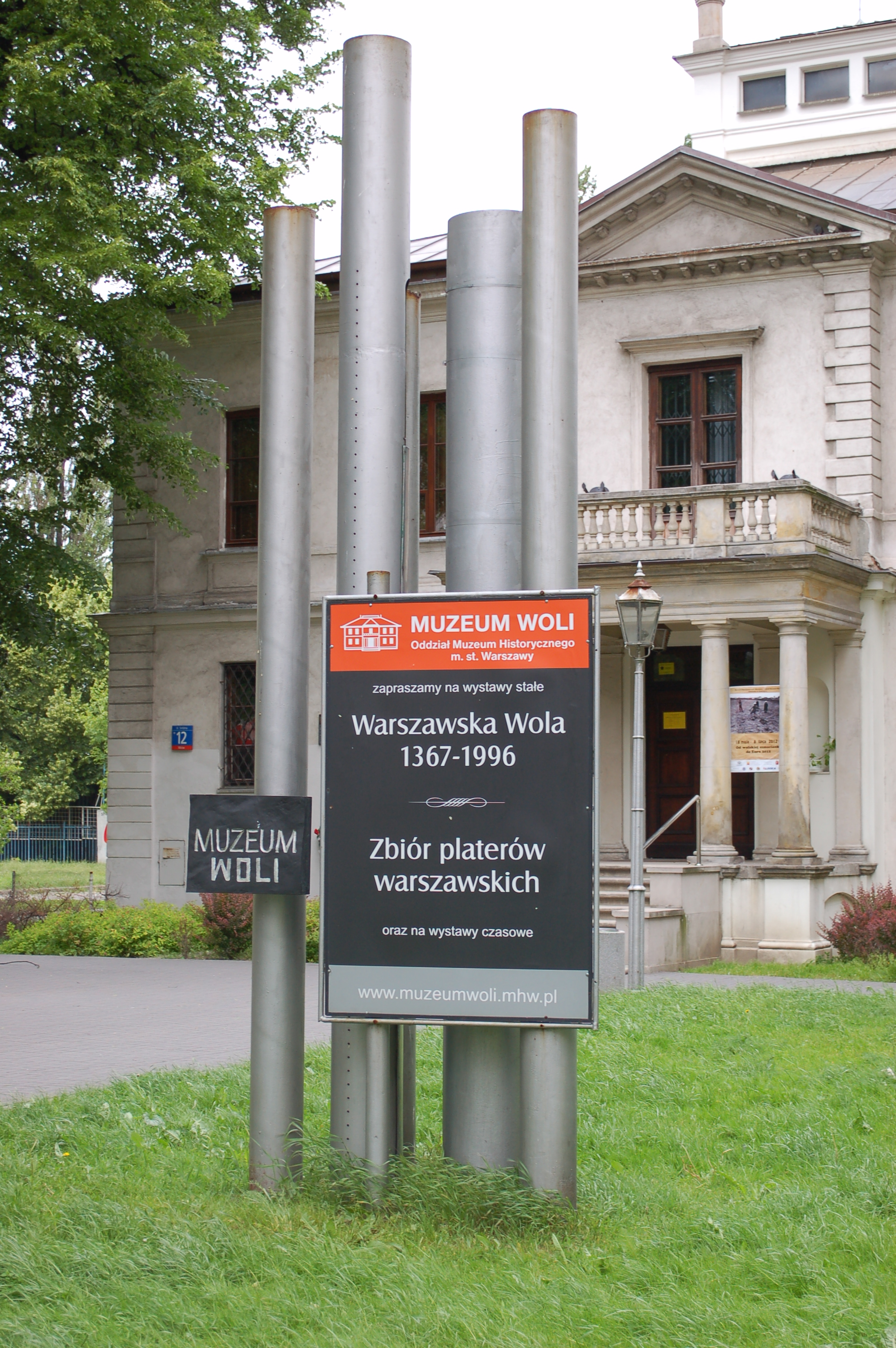
Der Eingang zum Museum mit Hinweis auf die beiden Dauerausstellungen: Die Geschichte des Stadtteils und die Silberwarensammlung lokaler Produzenten

Das Museum Warschau-Wola (poln.: Muzeum Woli) ist ein Museum in Warschau, das sich neben Sonderausstellungen mit der Geschichte des historisch bedeutsamen Stadtbezirks Warschau-Wola befasst.
Das Museum befindet sich im ehemaligen Sikorski-Palais in der Ulica Srebrna 12 und ist eine Zweigstelle des Museums von Warschau. Es wurde im Jahr 1974 auf eine Initiative der Wola-Gruppe der Gesellschaft der Freunde Warschaus (poln.: Towarzystwo Przyjaciół Warszawy) gegründet. Es war das erste Stadtbezirksmuseum Warschaus.
Die Dauerausstellung im ersten Stock des Museums widmet sich der Geschichte Wolas von 1367 bis in die Gegenwart. Hier werden Artefakte, Erinnerungsstücke, Bilder, Fotografien und Dokumente der Zeit präsentiert. Besonders interessant ist die Aufarbeitung der Bedeutung mehrerer – häufig deutschstämmiger – Familien Wolas, vor allem während der Industrialisierung.
Im Erdgeschoss befindet sich – ebenfalls dauerhaft – eine Ausstellung der Produkte von rund 60 Warschauer Silber- und Glaswarenherstellern (poln.: Zbiór Platerów Warszawskich im. Anieli i Tadeusza Wysiadeckich). Die Sammlung – nach den Stiftern Aniela und Tadeusz Wysiadecki benannt – erhielt das Museum 1994.
Zahlreiche in den vergangenen Jahren präsentierte Sonderausstellungen vertieften Teilaspekte der Geschichte des Stadtbezirks. Neben diesen Sonderausstellungen werden regelmäßig Vorträge, Tagungen oder Kulturabende veranstaltet. Für Schulen werden Sonderführungen und Präsentationen angeboten.